# Sydney Goldstein
Sydney Goldstein (3 décembre 1903, Kingston upon Hull – 22 janvier 1989, Cambridge (Massachusetts)) est un mathématicien anglais spécialiste de l’hydrodynamique,. Il est passé à la postérité pour avoir établi les équations de la couche limite laminaire, et calculé la rugosité turbulente d'un disque en rotation dans un fluide. Ces recherches ont eu une grande importance dans les progrès de l'aérodynamique au XXe siècle

## Carrière
Goldstein fréquente d'abord le collège Bède de Sunderland puis s'inscrit en licence de mathématiques à l'Université de Leeds en 1921 ; mais bientôt il poursuit ses études à St John's College, Cambridge, passe le Tripos de mathématiques en 1925 et est lauréat du Prix Smith en 1927. Il est titulaire d'une bourse Isaac Newton, qui lui permet de poursuivre ses recherches en mathématiques appliquées sous la direction de Harold Jeffreys. Il soutient en 1928 sa thèse, intitulée Théorie et applications des fonctions de Mathieu.
L'attribution de la bourse Rockefeller lui permet d'étudier une année à l'Université de Göttingen. En 1929 il est reçu fellow de St John's College puis obtient quelques mois plus tard un poste de maître de conférences en Mathématiques à l'Université de Manchester, où Reynolds et Lamb ont créé une école de mécanique des fluides active et fort réputée. Après son retour à Cambridge en 1931, il reprend la rédaction de la revue Modern Developments in Fluid Dynamics à la mort de Lamb. Il est élu Fellow of the Royal Society en 1937.
Au cours de la Seconde Guerre mondiale, Goldstein se consacre à la théorie de la couche limite au National Physical Laboratory. À la fin de la guerre, il obtient la chaire Beyer de mathématiques appliquées de l’université de Manchester et est nommé président de l’Aeronautical Research Council (1946–49).
Goldstein adhère désormais au mouvement sioniste. En 1950, il se voit offrir la chaire de mathématiques du Technion, pour la création duquel il s'est énormément impliqué, mais refuse cette proposition par crainte d'être submergé par les tâches administratives ; il accepte en revanche la chaire Gordon McKay de l'Université Harvard en 1954. Ses travaux sont couronnés par l'attribution de la Médaille Timoshenko en 1965. Il prend sa retraite en 1968 mais poursuit néanmoins ses recherches en tant que professeur émérite de Harvard.

## Distinctions
- Prix Mayhew, 1925
- Prix Smith, 1927
- Prix Adams, 1935
- Correspondant étranger de l’Association scientifique finlandaise (Section for maths and physics), 1975

## Publications
- (ed) Modern Developments in Fluid Dynamics, éd. Dover (1938)  (ISBN 0486613577)
- Lectures on Fluid Mechanics,  Am. Mathematical Society (1960, réimpr. 1976)  (ISBN 0821800485)